# 3604 Berkhuijsen
3604 Berkhuijsen este un asteroid din centura principală, descoperit pe 17 octombrie 1960 de PLS.